# Obedska bara

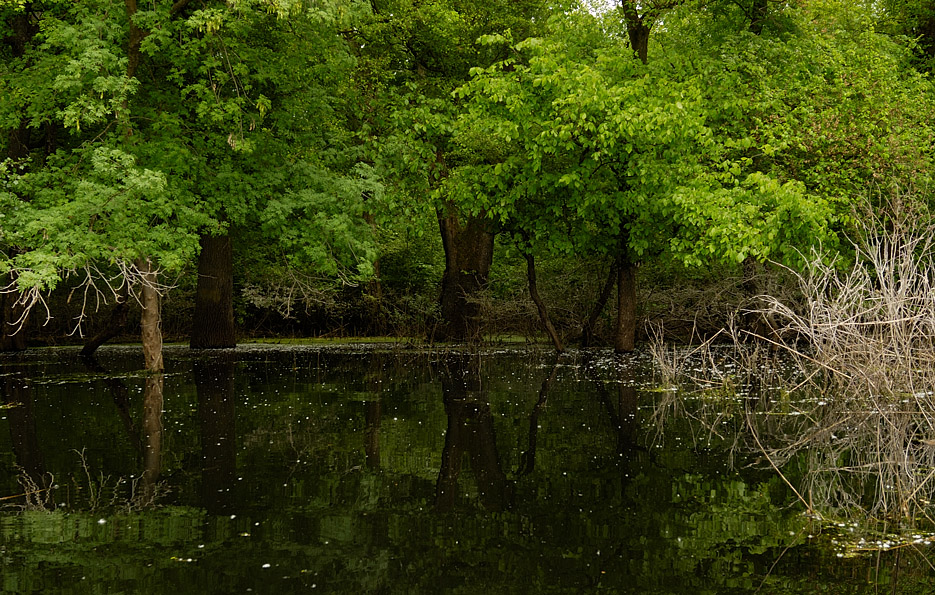
Obedska bara

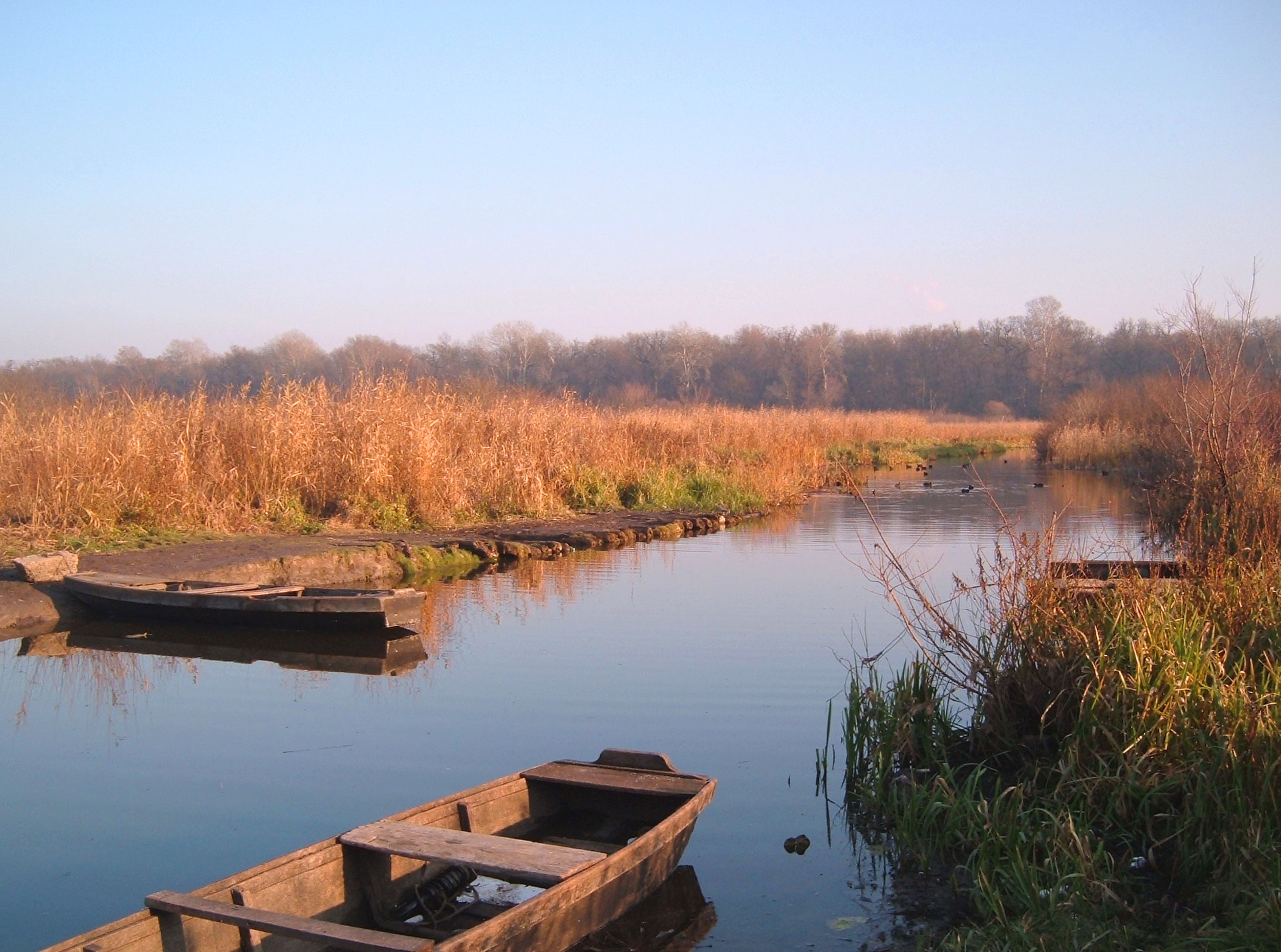
Obedska bara

Obedska bara ist ein Naturreservat in der Provinz Vojvodina in Serbien. Es ist ein Sumpf- und Waldgebiet, das sich entlang der Save etwa 30 km westlich von Belgrad über eine Fläche von 175.000 Hektar erstreckt. Es ist außerdem eines der ältesten Naturreservate Serbiens, gegründet wurde es 1874. Hier finden sich über 220 Vogelarten, 50 Säugetierarten, 13 Wassertierarten, 11 Lurcharten, 16 Fischarten, 180 Pilzarten und einige Moosarten. Dieses Naturreservat ist somit an Artenvielfalt führendes im Pannonischen Becken. Aufgrund dieser Naturschätze ist Obedska bara auch international angesehen und wurde auch für die Liste des UNESCO-Weltnaturerbes nominiert.